# Frankeniasläktet
Frankeniasläktet (Frankenia) är ett släkte i familjen frankeniaväxter med cirka 90 arter. Släktet är monotypiskt, det vill säga det enda i familjen och förekommer i varma och torra områden på alla kontinenter utan Antarktis. Några få arter odlas som trädgårdsväxter i Sverige.

## Dottertaxa till Frankenior, i alfabetisk ordning[1]
- Frankenia adpressa
- Frankenia ambita
- Frankenia auriculata
- Frankenia beatsonia
- Frankenia boissieri
- Frankenia brachyphylla
- Frankenia bracteata
- Frankenia bucharica
- Frankenia campestris
- Frankenia canescens
- Frankenia capitata
- Frankenia chevalieri
- Frankenia chilensis
- Frankenia chubutensis
- Frankenia cinerea
- Frankenia composita
- Frankenia conferta
- Frankenia confusa
- Frankenia connata
- Frankenia cordata
- Frankenia corymbosa
- Frankenia crassicostata
- Frankenia crispa
- Frankenia cupularis
- Frankenia cymbifolia
- Frankenia decurrens
- Frankenia densa
- Frankenia desertorum
- Frankenia drummondii
- Frankenia eremophila
- Frankenia ericifolia
- Frankenia farinosa
- Frankenia fecunda
- Frankenia fischeri
- Frankenia flabellata
- Frankenia florida
- Frankenia foliosa
- Frankenia fruticulosa
- Frankenia georgei
- Frankenia glomerata
- Frankenia gracilis
- Frankenia gypsophila
- Frankenia hamata
- Frankenia hirsuta
- Frankenia hispidula
- Frankenia interioris
- Frankenia irregularis
- Frankenia jamesii
- Frankenia johnstonii
- Frankenia julii
- Frankenia juniperoides
- Frankenia laevis
- Frankenia latifolia
- Frankenia latior
- Frankenia laxiflora
- Frankenia leonardiorum
- Frankenia magnifica
- Frankenia margaritae
- Frankenia microphylla
- Frankenia mironovii
- Frankenia mollis
- Frankenia muscosa
- Frankenia neglecta
- Frankenia orthotricha
- Frankenia pallida
- Frankenia palmeri
- Frankenia parvula
- Frankenia patagonica
- Frankenia pauciflora
- Frankenia peruviana
- Frankenia planifolia
- Frankenia plicata
- Frankenia pomonensis
- Frankenia portulacifolia
- Frankenia pseudoflabellata
- Frankenia pulverulenta
- Frankenia punctata
- Frankenia repens
- Frankenia salina
- Frankenia scabra
- Frankenia serpyllifolia
- Frankenia sessilis
- Frankenia setosa
- Frankenia stuartii
- Frankenia suardii
- Frankenia subteres
- Frankenia tetrapetala
- Frankenia thymifolia
- Frankenia transkaratavica
- Frankenia triandra
- Frankenia tuvinica
- Frankenia uncinata
- Frankenia velutina
- Frankenia vidalii
- Frankenia vvedenskyi